# SMS V 125
V 125 – niemiecki niszczyciel z okresu I wojny światowej. Pierwsza jednostka typu V 125. Okręt wyposażony w trzy kotły parowe opalane ropą. Zapas paliwa 298 ton. W 1918 roku internowany w Scapa Flow. Złomowany w 1922 roku.